# General Zaragoza
General Zaragoza là một đô thị thuộc bang Nuevo León, México. Năm 2005, dân số của đô thị này là 5733 người.